# Paul Ritter (Schriftsteller)
Paul Ritter (* 3. August 1887 in Kleinbrembach, Thüringen; † 1968 in Johannesburg, Südafrika) war ein deutscher Landwirt, NSDAP-Funktionär und Schriftsteller. Er war der Schwiegersohn von Ada und Ludwig Cramer und der Schwager von Ernst Ludwig Cramer.

## Leben
Paul Ritter wanderte 1905 nach Deutsch-Südwestafrika aus und lebte bis 1930 als Landwirt in der Kolonie. Nach seiner Rückkehr nach Deutschland war er erst als Reporter beim Völkischen Beobachter und danach als Redakteur der „Deutschen Kolonialzeitung“ tätig. In den 1930er-Jahren war er Hauptzensor des kolonialen Schriftwesens im „Kolonialpolitischen Amt der NSDAP“. Während des Zweiten Weltkrieges war Ritter als Kriegsberichterstatter an der Front in Finnland und Norwegen aktiv. Von 1950 bis zu seinem Tod im Jahr 1968 war Ritter im südafrikanischen Johannesburg ansässig, wo er als Versicherungsmakler und Auftragsautor arbeitete. Paul Ritter veröffentlichte neben kolonialpolitischen Abhandlungen auch Romane und Erzählungen, die in Afrika spielen.
Nach Ende des Zweiten Weltkrieges wurden in der Sowjetischen Besatzungszone Ritters Schriften U-Boots-Geist (Koehler, Leipzig 1938), Lebensgrundlagen britischer Weltherrschaft (Eher, München 1941) und Der Kampf um den Erdraum (Reclam, Leipzig 1943) sowie die von ihm herausgegebenen Unvergessenes deutsches Land! (Zeitgeschichte, Berlin 1936) und Afrika spricht zu Dir (Bergwald-Verlag, Mühlhausen 1938) auf die Liste der auszusondernden Literatur gesetzt.

## Schriften
- Wie Eugen Frank sich Afrika eroberte. Berlin 1934.
- Drei auf der Flucht. Hannover 1935.
- Der Kampf um den Erdraum. Leipzig 1935.
- Kurama katiti. Hannover 1937.
- Die erste Besiedlung der Omaheke. Dresden 1938.
- Lebensgrundlagen britischer Weltherrschaft. München 1941.
- Südafrika. München 1955.
- Peter Lauronat. München 1957.

Herausgeberschaft
- Kolonien im deutschen Schrifttum. Berlin 1936.
- Unvergessenes deutsches Land. Berlin 1936.
- Afrika spricht zu dir. Mühlhausen, Thüringen 1938.